# Премія Спільноти кінокритиків Нью-Йорка за найкращий фільм
Премія Спільноти кінокритиків Нью-Йорка за найкращий фільм — нагорода, яку присуджує Спільнота кінокритиків Нью-Йорка за найкращі досягнення в кінематографі.

## Лауреати
- ★ = Фільми, що також отримали кінопремію «Оскар» за найкращий фільм[1]

### 1930-і
| Рік         | Фільм-переможець                | Оригінальна назва      | Режисер(и)     |
| ----------- | ------------------------------- | ---------------------- | -------------- |
| 1-ша (1935) | Інформатор                      | The Informer           | Джон Форд      |
| 2-га (1936) | Містер Дідс переїжджає до міста | Mr. Deeds Goes to Town | Френк Капра    |
| 3-тя (1937) | Життя Еміля Золя ★              | The Life of Emile Zola | Вільям Дітерле |
| 4-та (1938) | Цитадель                        | The Citadel            | Кінг Відор     |
| 5-та (1939) | Грозовий перевал                | Wuthering Heights      | Вільям Вайлер  |

### 1940-і
| Рік          | Фільм-переможець             | Оригінальна назва                | Режисер(и)               |
| ------------ | ---------------------------- | -------------------------------- | ------------------------ |
| 6-та (1940)  | Грона гніву                  | The Grapes of Wrath              | Джон Форд                |
| 7-ма (1941)  | Громадянин Кейн              | Citizen Kane                     | Орсон Веллс              |
| 8-ма (1942)  | У якому ми служимо           | In Which We Serve                | Ноел Кауард та Девід Лін |
| 9-та (1943)  | Дозор на Рейні               | Watch on the Rhine               | Герман Шумлін            |
| 10-та (1944) | Йти своїм шляхом ★           | Going My Way                     | Лео Маккері              |
| 11-та (1945) | Втрачений вікенд ★           | The Lost Weekend                 | Біллі Вайлдер            |
| 12-та (1946) | Найкращі роки нашого життя ★ | The Best Years of Our Lives      | Вільям Вайлер            |
| 13-та (1947) | Джентльменська угода ★       | Gentleman's Agreement            | Еліа Казан               |
| 14-та (1948) | Скарби Сьєрра-Мадре          | The Treasure of the Sierra Madre | Джон Г'юстон             |
| 15-та (1949) | Уся королівська рать ★       | All the King's Men               | Роберт Россен            |

### 1950-і
| Рік          | Фільм-переможець           | Оригінальна назва            | Режисер(и)      |
| ------------ | -------------------------- | ---------------------------- | --------------- |
| 16-та (1950) | Все про Єву ★              | All About Eve                | Джозеф Манкевич |
| 17-та (1951) | Трамвай «Бажання»          | A Streetcar Named Desire     | Еліа Казан      |
| 18-та (1952) | Рівно опівдні              | High Noon                    | Фред Циннеманн  |
| 19-та (1953) | Відтепер і на віки віків ★ | From Here to Eternity        | Фред Циннеманн  |
| 20-та (1954) | У порту ★                  | On the Waterfront            | Еліа Казан      |
| 21-ша (1955) | Марті ★                    | Marty                        | Делберт Манн    |
| 22-га (1956) | Навколо світу за 80 днів ★ | Around the World in 80 Days  | Майкл Андерсон  |
| 23-тя (1957) | Міст через річку Квай ★    | The Bridge on the River Kwai | Девід Лін       |
| 24-та (1958) | Ті, що не схилили голів    | The Defiant Ones             | Стенлі Крамер   |
| 25-та (1959) | Бен-Гур ★                  | Ben-Hur                      | Вільям Вайлер   |

### 1960-і
| Рік          | Фільм-переможець                                                               | Оригінальна назва                                                              | Режисер(и)                                                                     |
| ------------ | ------------------------------------------------------------------------------ | ------------------------------------------------------------------------------ | ------------------------------------------------------------------------------ |
| 26-та (1960) | Сини і коханці                                                                 | Sons and Lovers                                                                | Джек Кардіфф                                                                   |
| 26-та (1960) | Квартира ★                                                                     | The Apartment                                                                  | Біллі Вайлдер                                                                  |
| 27-ма (1961) | Вестсайдська історія ★                                                         | West Side Story                                                                | Джером Роббінс та Роберт Вайз                                                  |
| 28-ма (1962) | Присудження премій за 1962 рік скасоване через національний страйк журналістів | Присудження премій за 1962 рік скасоване через національний страйк журналістів | Присудження премій за 1962 рік скасоване через національний страйк журналістів |
| 29-та (1963) | Том Джонс ★                                                                    | Tom Jones                                                                      | Тоні Річардсон                                                                 |
| 30-та (1964) | Моя чарівна леді ★                                                             | My Fair Lady                                                                   | Джордж К'юкор                                                                  |
| 31-ша (1965) | Дорога́                                                                         | Darling                                                                        | Джон Шлезінгер                                                                 |
| 32-га (1966) | Людина на всі часи ★                                                           | A Man for All Seasons                                                          | Фред Циннеманн                                                                 |
| 33-тя (1967) | Задушливою південною ніччю ★                                                   | In the Heat of the Night                                                       | Норман Джевісон                                                                |
| 34-та (1968) | Лев узимку                                                                     | The Lion in Winter                                                             | Ентоні Гарві                                                                   |
| 35-та (1969) | Дзета                                                                          | Z                                                                              | Коста-Гаврас                                                                   |

### 1970-і
| Рік          | Фільм-переможець       | Оригінальна назва       | Режисер(и)       |
| ------------ | ---------------------- | ----------------------- | ---------------- |
| 36-та (1970) | П'ять легких п'єс      | Five Easy Pieces        | Боб Рафелсон     |
| 37-ма (1971) | Механічний апельсин    | A Clockwork Orange      | Стенлі Кубрик    |
| 38-ма (1972) | Шепоти і крики         | Viskningar och rop      | Інгмар Бергман   |
| 39-та (1973) | Американська ніч       | La nuit américaine      | Франсуа Трюффо   |
| 40-ва (1974) | Амаркорд               | Amarcord                | Федеріко Фелліні |
| 41-ша (1975) | Нешвілл                | Nashville               | Роберт Альтман   |
| 42-га (1976) | Уся президентська рать | All the President's Men | Алан Пакула      |
| 43-тя (1977) | Енні Голл ★            | Annie Hall              | Вуді Аллен       |
| 44-та (1978) | Мисливець на оленів ★  | The Deer Hunter         | Майкл Чіміно     |
| 45-та (1979) | Крамер проти Крамера ★ | Kramer vs. Kramer       | Роберт Бентон    |

### 1980-і
| Рік          | Фільм-переможець   | Оригінальна назва                        | Режисер(и)       |
| ------------ | ------------------ | ---------------------------------------- | ---------------- |
| 46-та (1980) | Звичайні люди ★    | Ordinary People                          | Роберт Редфорд   |
| 47-ма (1981) | Червоні            | Reds                                     | Воррен Бітті     |
| 48-ма (1982) | Ганді ★            | Gandhi                                   | Річард Аттенборо |
| 49-та (1983) | Мова ніжності ★    | Terms of Endearment                      | Джеймс Брукс     |
| 50-та (1984) | Поїздка до Індії   | A Passage to India                       | Девід Лін        |
| 51-ша (1985) | Честь сім'ї Пріцці | Prizzi's Honor                           | Джон Г'юстон     |
| 52-га (1986) | Ханна і її сестри  | Hannah and Her Sisters                   | Вуді Аллен       |
| 53-тя (1987) | Теленовини         | Broadcast News                           | Джеймс Брукс     |
| 54-та (1988) | Турист мимоволі    | The Accidental Tourist                   | Лоуренс Кездан   |
| 55-та (1989) | Моя ліва нога      | My Left Foot: The Story of Christy Brown | Джим Шерідан     |

### 1990-і
| Рік          | Фільм-переможець         | Оригінальна назва        | Режисер(и)      |
| ------------ | ------------------------ | ------------------------ | --------------- |
| 56-та (1990) | Славні хлопці            | Goodfellas               | Мартін Скорсезе |
| 57-ма (1991) | Мовчання ягнят ★         | The Silence of the Lambs | Джонатан Демм   |
| 58-ма (1992) | Гравець                  | The Player               | Роберт Альтман  |
| 59-та (1993) | Список Шиндлера ★        | Schindler's List         | Стівен Спілберг |
| 60-та (1994) | Телевікторина            | Quiz Show                | Роберт Редфорд  |
| 61-ша (1995) | Покидаючи Лас-Вегас      | Leaving Las Vegas        | Майк Фіґґіз     |
| 62-га (1996) | Фарґо                    | Fargo                    | Джоел Коен      |
| 63-тя (1997) | таємниці Лос-Анджелеса   | L.A. Confidential        | Кертіс Генсон   |
| 64-та (1998) | Врятувати рядового Раяна | Saving Private Ryan      | Стівен Спілберг |
| 65-та (1999) | Гармидер                 | Topsy-Turvy              | Майк Лі         |

### 2000-і
| Рік          | Фільм-переможець                     | Оригінальна назва                             | Режисер(и)          |
| ------------ | ------------------------------------ | --------------------------------------------- | ------------------- |
| 66-та (2000) | Трафік                               | Traffic                                       | Стівен Содерберг    |
| 67-ма (2001) | Малголленд Драйв                     | Mulholland Drive                              | Девід Лінч          |
| 68-ма (2002) | Далеко від раю                       | Far from Heaven                               | Тодд Гейнс          |
| 69-та (2003) | Володар перснів: Повернення короля ★ | The Lord of the Rings: The Return of the King | Пітер Джексон       |
| 70-та (2004) | На узбіччі                           | Sideways                                      | Александр Пейн      |
| 71-ша (2005) | Горбата гора                         | Brokeback Mountain                            | Енг Лі              |
| 72-га (2006) | Загублений рейс                      | United 93                                     | Пол Грінграсс       |
| 73-тя (2007) | Старим тут не місце ★                | No Country for Old Men                        | Джоел та Ітан Коени |
| 74-та (2008) | Гарві Мілк                           | Milk                                          | Ґас Ван Сент        |
| 75-та (2009) | Володар бурі ★                       | The Hurt Locker                               | Кетрін Бігелоу      |

### 2010-і
| Рік          | Фільм-переможець           | Оригінальна назва  | Режисер(и)        |
| ------------ | -------------------------- | ------------------ | ----------------- |
| 76-та (2010) | Соціальна мережа           | The Social Network | Девід Фінчер      |
| 77-ма (2011) | Артист ★                   | The Artist         | Мішель Азанавічус |
| 78-ма (2012) | Тридцять хвилин по півночі | Zero Dark Thirty   | Кетрін Бігелоу    |
| 79-та (2013) | Американська афера         | American Hustle    | Девід Расселл     |
| 80-та (2014) | Юність                     | Boyhood            | Річард Лінклейтер |
| 81-ша (2015) | Керол                      | Carol              | Тодд Гейнс        |